# Project Engage
《Project Engage》是由Aniplex推出的日本跨媒體企劃。其中《契約之吻》（Engage Kiss）是於2022年7月2日至9月24日播出的電視動畫，《不起眼女主角培育法》作者丸戶史明擔任編劇，《約會大作戰》插畫師Tsunako擔任人物原案，A-1 Pictures擔任動畫製作，同作改編漫畫於2022年7月2日至2024年3月27日連載。由史克威爾艾尼克斯發行的手機遊戲《Engage Kill》於2023年3月1日至2024年3月21日營運。

## 故事概要
在因採掘新能源而備受註目的太平洋人工島「貝隆市」上，有着名為「D災害」，會產生「惡魔」的特殊事件。只有少數人知道「D災害」的存在，並有民間軍事公司負責處理D災害。緒方修也營運了一家對付惡魔的小公司。由於他選擇特定條件的工作來做，因而讓公司的資金一直很短缺。女高中生木更一直在修身邊照顧他。她一邊上高中，一邊在幫忙修的工作事務之餘，連家務都由她負責。

## 角色列表

### 契約之吻

#### 主要角色
緒方修（聲：齊藤壯馬、澤幡楓（幼少期））
跟木更一起營運着一家對付惡魔的小公司「I&S」。用接吻來讓木更奪走記憶進而讓她變得更強，曾在大公司「AAA Defender Co.」工作，但後續因為個人因素離職。當初為了找回12年前海底礦坑爆炸案的真相，選擇釋放木更的封印並與木更締結契約，希望借助木更的力量一步一步揭開當年爆炸案的真相。雖然被警告隨著每次發動契約會逐漸減少自身記憶，最後可能會因為失去所有記憶的同時失去自我，但為了救回妹妹，修表示犧牲所有記憶也在所不惜。
木更（聲：會澤紗彌）
跟修一起跟惡魔戰鬥的少女，其真正身份也是人與惡魔的混血兒，為修的現任女友。跟修訂立了契約，契約內容為犧牲部分記憶喚取木更覺醒惡魔能力進行戰鬥，犧牲的片段記憶可以由修選定。些微病嬌性格，且因對修的愛意十分執着，故時常在發動契約的時候奪走修與其他女人之間的記憶，看到修跟其他女人卿卿我我時會吃醋。跟夕桐綾乃是情敵關係。
本身有自己的Twitter，時常趁修在睡覺或者與修共進晚餐的時候拍下合照並發文上傳。綾乃有追隨她的帳號。
在動畫第11集將契約打破，把全數屬於緒方修的記憶歸還並將自己的所有記憶打入修的腦海中，但同時也失去了她原本的記憶。根據劇情揭曉，她發動惡魔能力時消耗的並不是修的記憶，而是木更本身的記憶。
以環奈極度兄控的角度來看，她就是首要必須消滅的第一害蟲。
戰鬥使用的武器是魔劍「惡魔殺手」。
夕桐綾乃（聲：Lynn）
在「AAA Defender Co.」工作的精英特工，公司社長的女兒。修的前女友，兩人是自小就認識的青梅竹馬，但在修為追尋海底礦坑爆炸案的真相而不擇手段後，兩人因故分道揚鑣。至今依然深愛著修，但因些微傲嬌性格而不願意承認。
在第五集和修發生關係，但修的記憶卻被吃醋的木更奪走，此段記憶於後續劇情中歸還，但她本人對此段回憶感到害臊。對於修跟木更之間的關係有時會吃醋，但不會太過於計較。跟木更是情敵關係。
對於做家事方面不是很在行，且在家中的日常穿著非常隨便，跟平時工作狀態的她有著極大的差距。
本身有自己的Twitter帳號，也會上傳跟修的日常合照。而同樣的，木更也有追隨她的帳號。
以環奈極度兄控的角度來看，她就是次要必須消滅的第二害蟲。
戰鬥時使用的武器是手槍。
莎朗·霍莉格雷爾（聲：大久保瑠美）
修的前女友之一，倡導極端博愛主義的「星天教會」麾下的修女，任務代號為「純潔的莎朗」。平時待人優雅且友善，本身酒量很不錯，但在執行「惡魔退制」行動時會變得異常冷酷、暴力。
與修曾經有過一段往事，兩人曾一同釋放被封印的木更，但兩人釋放她的目的不同，修想借用木更的力量，而莎朗則是想殺了木更。最終的目的是想終結在世界上到處犯案的惡魔「阿斯摩太」。
原本因為教會教義的因素，與修、木更及綾乃等人為敵對關係，在最後救回環奈的篇章中選擇與修等人同盟。理由是因為修取回記憶後向她道歉，道歉內容是有關於他忘了他們之間過往的事情，而莎朗最終選擇原諒修並與他站在一起。
以環奈極度兄控的角度來看，她就是必須消滅的第三害蟲。
戰鬥時使用與惡魔觸手結合的機械武裝，平時使用的則是本身的格鬥術，踢擊的威力相當驚人。

#### 其他角色
夕桐明乃（聲：渡邊明乃）
綾乃的母親，「AAA Defender Co.」社長。知道自己的女兒仍喜歡著修但不點破，也是修父母和摩根的舊同事，是大略知道海底礦坑爆炸的事件真相的其中一人。
邁爾斯·摩根（聲：松田健一郎）
退魔局的資深警員，三上的拍檔，修的養父。同時是勇、小百合和明乃的舊同事。其後劇情揭露他其實是惡魔的代理人，但成為代理人是逼不得已，為了能讓自己的女兒梅麗莎康復選擇與惡魔阿斯摩太（當時為緒方小百合樣貌）交易，真相揭露後被修親手開槍解決，在被解決之前的遺言是希望修能原諒他。為知道海底礦坑爆炸的事件真相的其中一人，後續這段記憶被木更奪走後，由木更對其他人道出真相。
三上徹也（聲：長谷川芳明）
退魔局的刑警，摩根的拍檔，富有正義感。希望能協助修釐清當年海底礦坑爆炸事件的來龍去脈，因此努力追查線索，但事後發現真相時，於警署地下停車場被摩根開槍射殺。
蘆屋正昭（聲：樫井笙人）
退魔局的局長。D災害退治招標案的主持人，時常擔心自己的退休金會不見。
緒方勇（聲：土田大）
修的父親，貝隆市刑警。為調查「惡魔事件」在海底礦坑的爆炸事件中喪命，後市府官方為息事寧人，以礦坑「家庭採訪日」時發生意外的名目對外宣稱，因此壓住「惡魔事件」的真相，但也因此背負了因為個人的自作主張導致海底礦坑爆炸事件發生的冤罪。
緒方小百合（聲：酒井玲）
修的母親，是貝隆市刑警。與緒方勇為搭檔，為調查「惡魔事件」在海底礦坑爆炸中失蹤。後來經摩根的記憶還原得知後來的小百合是由惡魔「阿斯摩太」變化而成，而原本的小百合已經死亡。
緒方環奈（聲：鬼頭明里）
修的妹妹，重度兄控，為人與惡魔阿斯摩太混血的惡魔之子。因「惡魔事件」在海底礦坑爆炸中失蹤，即將成為阿斯摩太召喚大量惡魔到人間的「門」，再奪回意識後便與正常人無異。雖然已經恢復正常思維能力且不受阿斯摩太控制，但認為其有能夠破壞城市的能力，貝隆市警方認為相當危險，從而關押在地下牢獄中嚴加看管，但時常因為想見哥哥修而逃獄，也因此常常遭到追捕。
對於木更的敵意非常強，時常會與她鬥嘴甚至大打出手。
阿斯摩太（聲：酒井玲）
名字取自「所羅門七十二柱魔神」之一，星天教會追殺數百年的傳說的惡魔，因為可以隨意變化成他人的樣子，已經在歐洲肆虐許久，並以「惡魔事件」發生點作為魔法陣基礎，試圖以魔法陣召喚大量惡魔到人間。
在16年前消失後，不知用了什麼方法，取代了緒方小百合並取代其身分，並與緒方勇生下女兒緒方環奈。且與摩根簽訂了契約而讓摩根成為代理人，交換的條件是讓摩根的女兒梅麗莎甦醒並康復。
最終企圖利用環奈心靈最脆弱的時候開啟「大門」，但被木更破壞了計畫，最終在環奈奪回意識後，使計畫完全失敗告終。
蜂須賀正隆（聲：小野寺悠貴）
貝隆市市長。但本身只有對外發布新聞稿時有所作為，實際的權力都在自家女兒們手裡。
蜂須賀莎花（聲：內田彩）
副市長，也是市長的大女兒，主要負責外交事務。
蜂須賀凜花（聲：大西沙織）
市長的二女兒，主要負責內政事務。與夕桐綾乃是摯友，時常替綾乃操作媒體而掩蓋事實真相。
蜂須賀米海爾（聲：逢坂良太）
市長的兒子，在學校裏是學生會會長。表面形象為自戀狂，且迷戀木更，因木更身上纏著繃帶而認為修對其施暴，因此討厭修，甚至要求修離開貝隆市。然而，他的真實身分其實是警察廳廳長，真實的性格是大膽且冷靜沉著，同時也是幕後提供給修第一層情報的「情報商人X」，極度厭惡惡魔。在將與三上刑警會面交換情報時晚了一步，而遭到後來趕到的修與木更誤會追殺，隨後表明自己的真實身分並解釋。

### Engage Kill
克蘿伊·唐（聲：香里有佐）
竹之內志保（聲：津田美波）
壽葵（聲：藤井幸代）
艾米利歐·羅梅洛·阿爾瓦雷斯（聲：增田俊樹）
諾艾兒（聲：岩井映美里）

## 消息公佈、宣傳
2022年3月23日，公佈了《不起眼女主角培育法》作者丸戶史明編劇和《約會大作戰》插畫師Tsunako將合作推出的「Project Engage」原創計劃，並將於3天後3月26日舉行的AnimeJapan 2022中，在Aniplex攤位舉辦的舞台活動上公佈進一步的詳情，當日舞台活動出席者將包括聲優齊藤壯馬、會澤紗彌和Lynn，以及丸戶史明。活動上宣佈由丸戶擔任劇本統籌兼編劇、Tsunako擔任人物原案、A-1 Pictures負責動畫製作的原創戀愛喜劇電視動畫《契約之吻》定於2022年7月首播，上述3名聲優為主角群的聲優。當日亦公開了前導宣傳片、前導視覺圖和故事概要。同日亦宣佈將於4月24日晚上7時在Aniplex官方YouTube頻道播放直播節目，公佈動畫的最新消息，出席聲優為上述3名聲優。當時公佈的故事概要如下：
在某個因發現新能源而創造的太平洋人工島「貝隆市」上，緒方修營運一家小公司，因沒錢而連吃都吃不飽。在他身邊有一名少女——木更。她一邊上高中，一邊在幫忙修的工作事務之餘，連家務都由她負責。修的前女友——夕桐綾乃——也注意到修的慘況。一場關係有點奇怪的戀愛喜劇就此展開。
在4月24日當晚的直播節目中，宣佈電視動畫首播日期是7月2日，並公開第1條宣傳片、第1張主視覺圖。宣傳片中披露了由halca主唱的片頭曲。同日亦宣佈Project Engage的第2項計劃，該計劃將會推出手機遊戲《Engage Kill》。電視動畫《契約之吻》的故事概要大幅更改，增加奇幻戰鬥元素：
在因採掘新能源而備受註目的太平洋人工島「貝隆市」上，有着名為「D災害」，會產生「惡魔」的特殊事件。只有少數人知道「D災害」的存在，並有民間軍事公司負責處理D災害。緒方修也營運了一家對付惡魔的小公司，而在修身邊照顧他的木更，是跟修簽訂了契約的惡魔。
在6月4日播出的第2次直播節目中，公開《契約之吻》第2條宣傳片、第2張主視覺圖。宣傳片中披露了由七音阿卡莉主唱的片尾曲。同日亦公佈了《契約之吻》漫畫化和手機遊戲《Engage Kill》的消息。《契約之吻》的改編漫畫將由同年7月2日起於漫畫應用程式上開始連載，《Engage Kill》亦將於夏季開始事前登錄。
6月26日，跟定於同日首播的電視動畫《Lycoris Recoil 莉可麗絲》在Animate東京秋葉原本店、Animate大阪日本橋分店和名古屋第3太閣大廈，
共三個會場聯合舉辦第1話先行上映會。7月2日，動畫首播當日早上，《Engage Kill》開始事前登錄。

## 電視動畫

### 製作人員
- 原作：Bayron City Express
- 導演：田中智也
- 系列構成、編劇：丸戶史明
- 世界觀設定：矢野俊策
- 人物原案：Tsunako
- 惡魔設定原案：片桐裕美
- 人物設定、總作畫監督：瀧山真哲
- 副人物設定、總作畫監督：古住千秋
- 惡魔設定、道具設定：和田慎平
- 槍械設定：寺岡賢司
- 動作設計：菅野芳弘
- 動作動畫導演：丸山大勝
- 美術監督：小木曾宣久
- 背景美術：草薙
- 色彩設計：岡崎菜菜子
- 攝影監督：宮脇洋平
- CG監督：神田瑞帆、齋藤澄果
- 編輯：坂本久美子
- 音響監督：高寺雄（高寺たけし）
- 音樂：藤澤慶昌
- 動畫製作：A-1 Pictures
- 製作：Project Engage[3][5][11]

### 主題曲
片頭曲
作詞、作曲：田淵智也，編曲：川口圭太，主唱：halca
片尾曲
作詞、作曲、編曲：Nayutan星人，主唱：七音阿卡莉

### 集數列表
| 集數   | 標題                   | 編劇               | 分鏡       | 演出               | 作畫監督 | 總作畫監督         | 首播日期      |
| ------ | ---------------------- | ------------------ | ---------- | ------------------ | --- | ------------------ | ------------- |
| 第01話 | 渣男與惡魔與男女       | 丸戶史明           | 田中智也   | 木村佳嗣           | 瀧山真哲、古住千秋、齋藤悠、水野辰哉、今田茜、永野裕大、樋口香里、佐賀野櫻子、和田慎平                                           | 瀧山真哲           | 2022年 7月3日 |
| 第02話 | 漂浮於慾望之上的島     | 丸戶史明           | 阿久津徹也 | 阿久津徹也         | 今田茜、鈴木理彩、水野辰哉、武佐友紀子、佐賀野櫻子、武田芽衣                                                                     | 古住千秋           | 7月10日       |
| 第03話 | 微小而殘酷的代價       | 丸戶史明           | 山田晃     | 佐藤光敏、田中智也 | 倉谷亮多、Lee Sang-min、中田知里、和田慎平、                                                                                     | 瀧山真哲           | 7月17日       |
| 第04話 | 奪走不完的留戀         | 丸戶史明           | 阿保孝雄   | 森公太             | 永野裕大、牧野和俊 | 古住千秋           | 7月24日       |
| 第05話 | 泡影的痕跡             | 丸戶史明           | 久保雄介   | 久保雄介           | 齋藤悠、二宮奈那子、武佐友紀子、中下美湖、日野貴史、                                                                             | 瀧山真哲           | 7月31日       |
| 第06話 | 惡魔殺手的第三者       | 丸戶史明、石田龍一 | 中山奈緒美 | 鈴木真彥           | 今田茜、二宮奈奈子、水野辰哉、LEE SANG-MIN、佐賀野櫻子                                                                           | 瀧山真哲、古住千秋 | 8月7日        |
| 第07話 | 但是沒關係，這樣就好了 | 丸戶史明、石田龍一 | 森本育郎   | 前屋俊廣           | 永野裕大、都築裕佳子、石川愛理、鈴木理彩、齋藤悠、植竹康彥、相音光、小林真平                                                     | 瀧山真哲           | 8月14日       |
| 第08話 | 不被期望的真實         | 丸戶史明           | 朝岡卓矢   | 木村佳嗣           | 川口弘明、江藤大氣、今田茜、真壁誠、林子皓                                                                                       | 古住千秋           | 8月21日       |
| 第09話 | 不知其流淚的意義       | 丸戶史明           | 阿久津徹也 | 阿久津徹也         | 伊藤美奈、樋口香里、波部崇 | 瀧山真哲           | 8月28日       |
| 第10話 | 期盼已久的最糟事態     | 丸戶史明           | 大槻敦史   |                    | 北島勇樹、二宮奈那子、田邊孝明、日野貴史、武佐友紀子、入江崇、石川愛理                                                           | 古住千秋           | 9月4日        |
| 第11話 | 既溫柔又愚蠢的謊言     | 丸戶史明           | 佐久間貴史 | 佐久間貴史         | 齋藤悠、相音光、小林真平、今田茜、鈴木理彩、黃鶴亭、田邊孝明、中川肇、入江崇、永野裕大、植竹康彥                                 | 瀧山真哲           | 9月11日       |
| 第12話 | 相信他吧               | 丸戶史明           | 森公太     | 森公太             | 合田浩章、二宮奈那子、樋口香里、中下美湖、岡崎洋美、永野裕大、安藤真喜、川邊雄介、山崎愛                                         | 古住千秋           | 9月18日       |
| 第13話 | 未解決的大團圓         | 丸戶史明           | 田中智也   | 田中智也、久保雄介 | 今田茜、武佐友紀子、鈴木理彩、石川愛理、二宮奈那子、小林真平、和田慎平、丸山大勝、中下美湖、安藤真喜、日野貴史、入江崇、鳥居貴史 | 瀧山真哲           | 9月25日       |

### 播映平台
| 播放日期              | 播放時間（UTC+9）  | 播放電視台     | 播放地區   | 備註             |
| --------------------- | ------------------ | -------------- | ---------- | ---------------- |
| 2022年7月2日－9月24日 | 星期日 0:30—1:00   | TOKYO MX       | 東京都     |                  |
| 2022年7月2日－9月24日 | 星期日 0:30—1:00   | 栃木電視台     | 栃木縣     |                  |
| 2022年7月2日－9月24日 | 星期日 0:30—1:00   | 群馬電視台     | 群馬縣     |                  |
| 2022年7月2日－9月24日 | 星期日 0:30—1:00   | BS11           | 日本全國   | 衞星廣播         |
| 2022年7月2日－9月24日 | 星期日 2:30—3:00   | 名古屋電視台   | 中京廣域圈 |                  |
| 2022年7月2日－9月24日 | 星期日 2:30—3:00   | 朝日放送電視台 | 近畿廣域圈 |                  |
| 2022年7月3日－9月25日 | 星期日 22:00—22:30 | AT-X           | 日本全國   | 衞星廣播，有重播 |

| 播映地區         | 播映平台                                                                       | 播映日期             | 播映時間（UTC+8） | 備註   |
| ---------------- | ------------------------------------------------------------------------------ | -------------------- | ----------------- | ------ |
| 香港、澳門、台灣 | bilibili                                                                       | 2022年7月2日—9月24日 | 星期日 1:00       | [ 17 ] |
| 東南亞           | bilibili                                                                       | 2022年7月2日—9月24日 | 星期日 1:00       | [ 18 ] |
| 台灣             | 中華電信MOD、Hami Video、MyVideo影音隨看、遠傳friDay影音、KKTV、巴哈姆特動畫瘋 | 2022年7月2日—9月24日 | 星期日 1:00       | [ 18 ] |

### BD / DVD
| 卷數 | 發售日期       | 收錄話數      | 規格編號      | 規格編號      |
| 卷數 | 發售日期       | 收錄話數      | BD限定版      | DVD限定版     |
| ---- | -------------- | ------------- | ------------- | ------------- |
| 1    | 2022年9月28日  | 第1話—第3話   | ANZX-15641/2  | ANZB-15641/2  |
| 2    | 2022年10月26日 | 第4話—第5話   | ANZX-15643/4  | ANZB-15643/4  |
| 3    | 2022年11月30日 | 第6話—第7話   | ANZX-15645/6  | ANZB-15645/6  |
| 4    | 2022年12月28日 | 第8話—第9話   | ANZX-15647/8  | ANZB-15647/8  |
| 5    | 2023年1月25日  | 第10話—第11話 | ANZX-15649/50 | ANZB-15649/50 |
| 6    | 2023年2月22日  | 第12話—第13話 | ANZX-15651/2  | ANZB-15651/2  |

### 漫畫
作畫，在マンガUP!上於2022年7月2日至2024年3月27日連載。
| 卷數 | 史克威爾艾尼克斯 | 史克威爾艾尼克斯       | 長鴻出版社    | 長鴻出版社             |
| 卷數 | 發售日期         | ISBN                   | 發售日期      | ISBN                   |
| ---- | ---------------- | ---------------------- | ------------- | ---------------------- |
| 1    | 2023年2月7日     | ISBN 978-4-7575-8384-9 | 2024年11月6日 | ISBN 978-626-009-318-1 |
| 2    | 2024年6月7日     | ISBN 978-4-7575-9172-1 | 2024年11月6日 | ISBN 978-626-009-319-8 |

## 外部連結
- 官方网站（日語）
- Project Engage的X（前Twitter）（日語）